# Lago di San Giuliano (Trentino-Alto Adige)
Il lago di San Giuliano è un lago alpino della provincia di Trento, situato a 1935 metri di altitudine nel comune di Caderzone Terme; assieme all'adiacente lago di Garzonè fa parte del bacino idrografico della Sarca.

## Descrizione

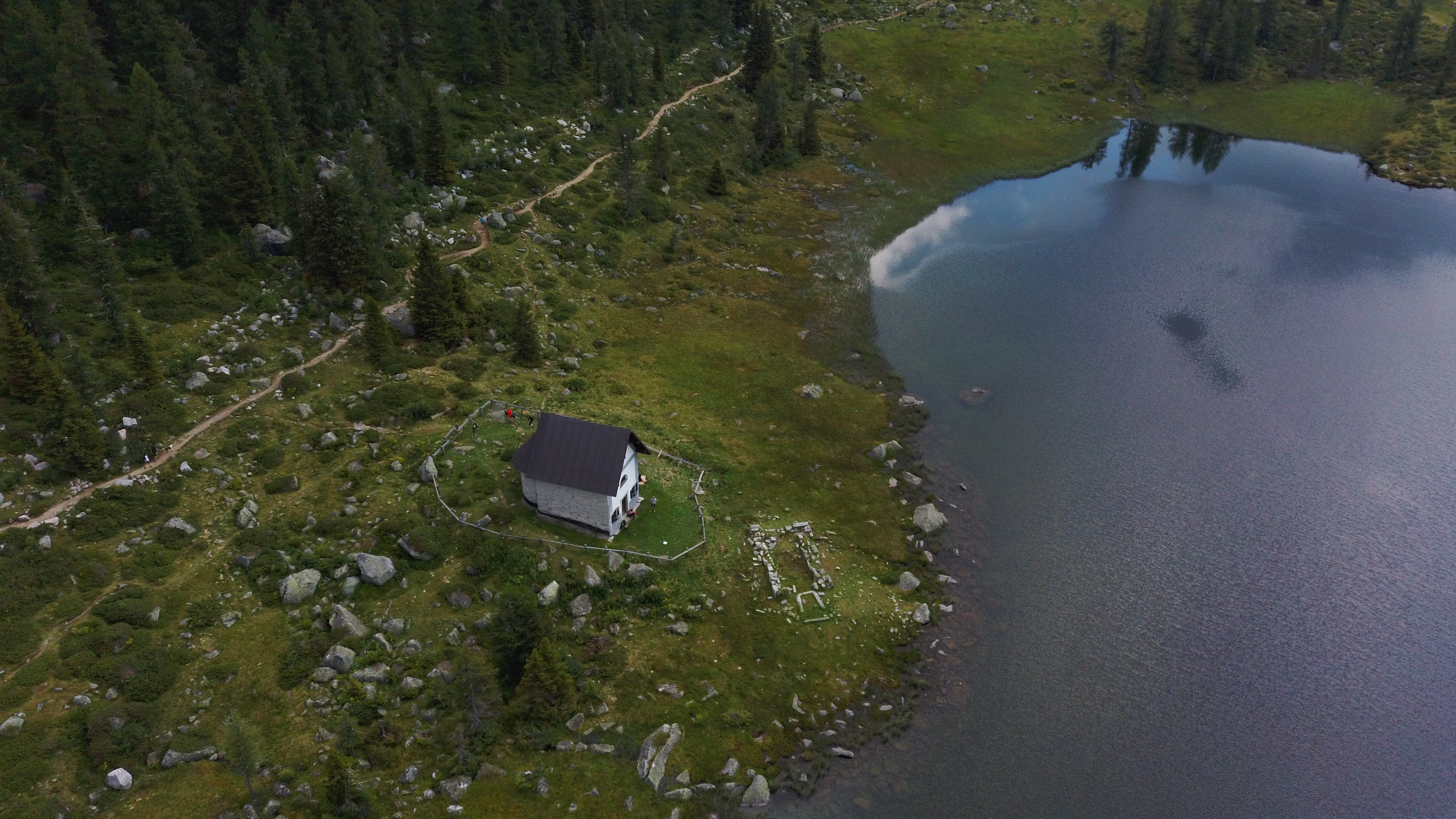
Vista aerea con la chiesa di San Giuliano

Il lago è situato nel Gruppo dell'Adamello, presso la soglia di un valle laterale della Val Genova, sopraelevata rispetto a questa; appena più a monte si trova il lago di Garzonè. Entrambi i bacini vennero scavati da un ghiacciaio nel Quaternario, che si ritirò in due fasi distinte, generando un deposito morenico che suddivise l'unico bacino originario nei due attuali. 
Il lago di San Giuliano, assai meno profondo del suo "gemello", è in uno stadio di colmatazione (e quindi di estinzione) più avanzato; esso viene alimentato da varie sorgenti, nonché da un immissario che esce dal lago di Garzonè. L'acqua è limpida e consente di vedere fino al fondo; al 2007, entrambi i laghi ghiacciavano da fine novembre fino quasi a giugno, con quello di San Giuliano che generalmente sgela un po' prima, sia per la posizione più soleggiata, sia per la scarsa profondità e per i fenomeni di decomposizione che aumentano la temperatura.
Sulla sponda orientale del lago sorge la chiesa di San Giuliano, già luogo di eremitaggio, ricostruita nel 1867-68 al posto di un edificio forse duecentesco, di cui si vedono ancora pochi resti; secondo una tradizione locale (che mischia la leggenda di Giuliano di Anazarbo con quella di Giuliano l'ospitaliere), san Giuliano, dopo aver ucciso i suoceri, fuggì fino a qui, venendo infine scoperto e, per punizione, chiuso in un sacco assieme a dei serpenti e gettato nel lago, esperienza da cui però uscì illeso, vivendo quindi come eremita sul posto fino alla morte.
Oltre alla chiesa, nella zona sorgono anche alcune malghe e un rifugio alpino edificato nel 1930. 
I due laghi sono raggiungibili tramite il sentiero 230 che da località Diaga passa per Malga Campo, o dal sentiero 221 che, passando per il lago di Vacarsa, scavalca il passo Bocchetta dell'Acqua Fredda.